# Nuevo estadio de San José
El nuevo estadio de San José fue un proyecto de construcción para el nuevo campo del Real Zaragoza. Se habría situado en el barrio de San José sustituyendo al actual estadio de La Romareda.
Habría tenido una capacidad para 43.000 espectadores con la posibilidad de una ampliación hasta los 50.000. El futuro estadio se habría podido transformar en un 'cinco estrellas' para las grandes ocasiones ya que el diseño del campo habría permitido instalar gradas desmontables para alcanzar los 50.000 espectadores.
No comenzó nunca la obra y, debido a la crisis económica española y a la deuda del Ayuntamiento de Zaragoza y del propio Real Zaragoza, se estuvo dudando de que se iniciara la construcción de dicha instalación deportiva.
Finalmente, en febrero de 2011, se anunció el aplazamiento ´sine die´ de la construcción del Nuevo estadio de San José y actualmente el proyecto está descartado de manera definitiva.
El estadio estuvo en el proyecto final de la candidatura Ibérica (España y Portugal) para la celebración del Mundial de fútbol de 2018.